# Вулиця Василя Стуса (Біла Церква)
Вулиця Василя Стуса — вулиця у місті Біла Церква, у районі ДНС. 
Вулиця названа на честь українського політв'язня, поета, дисидента Василя Стуса.

## Галерея

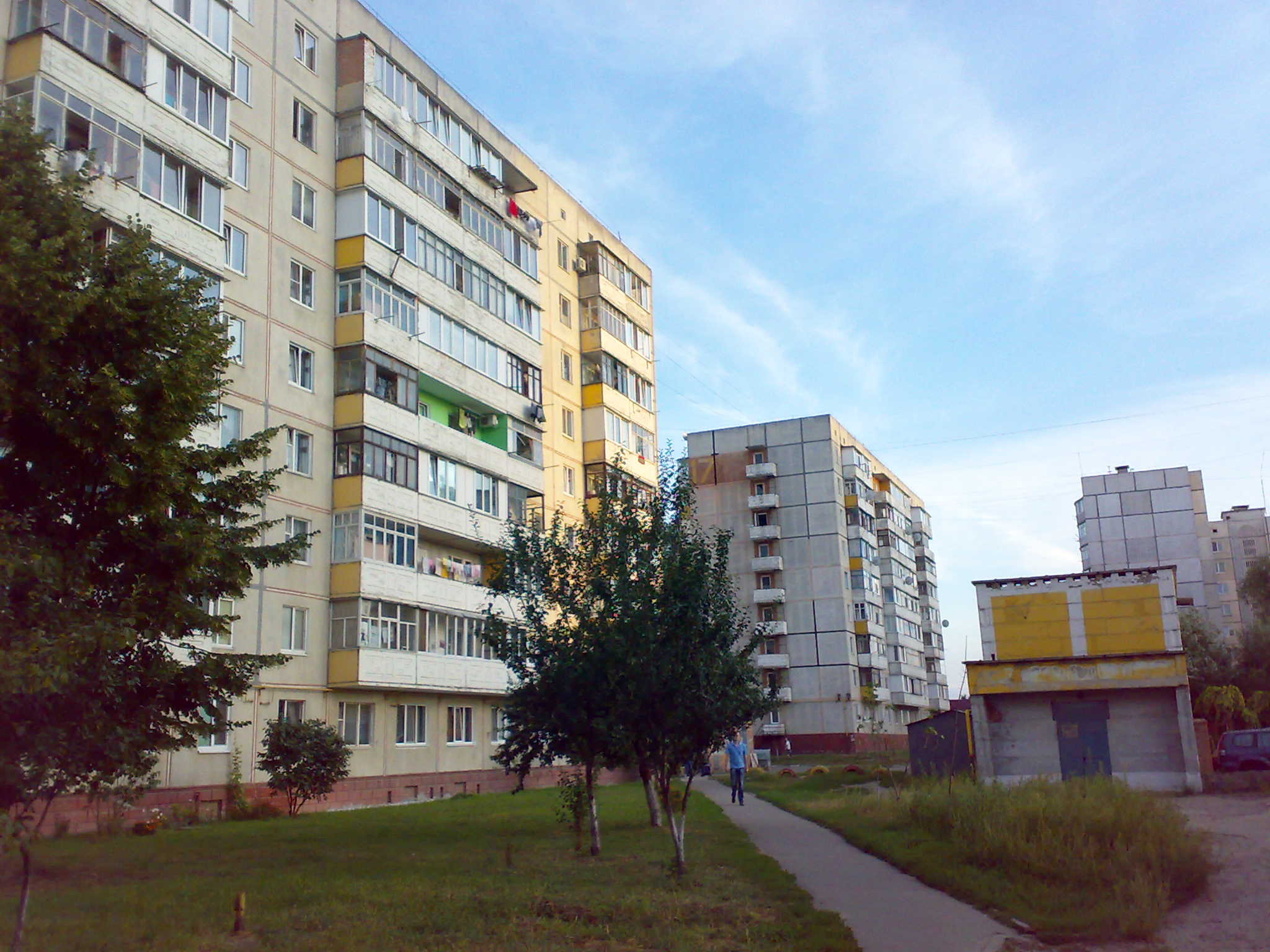
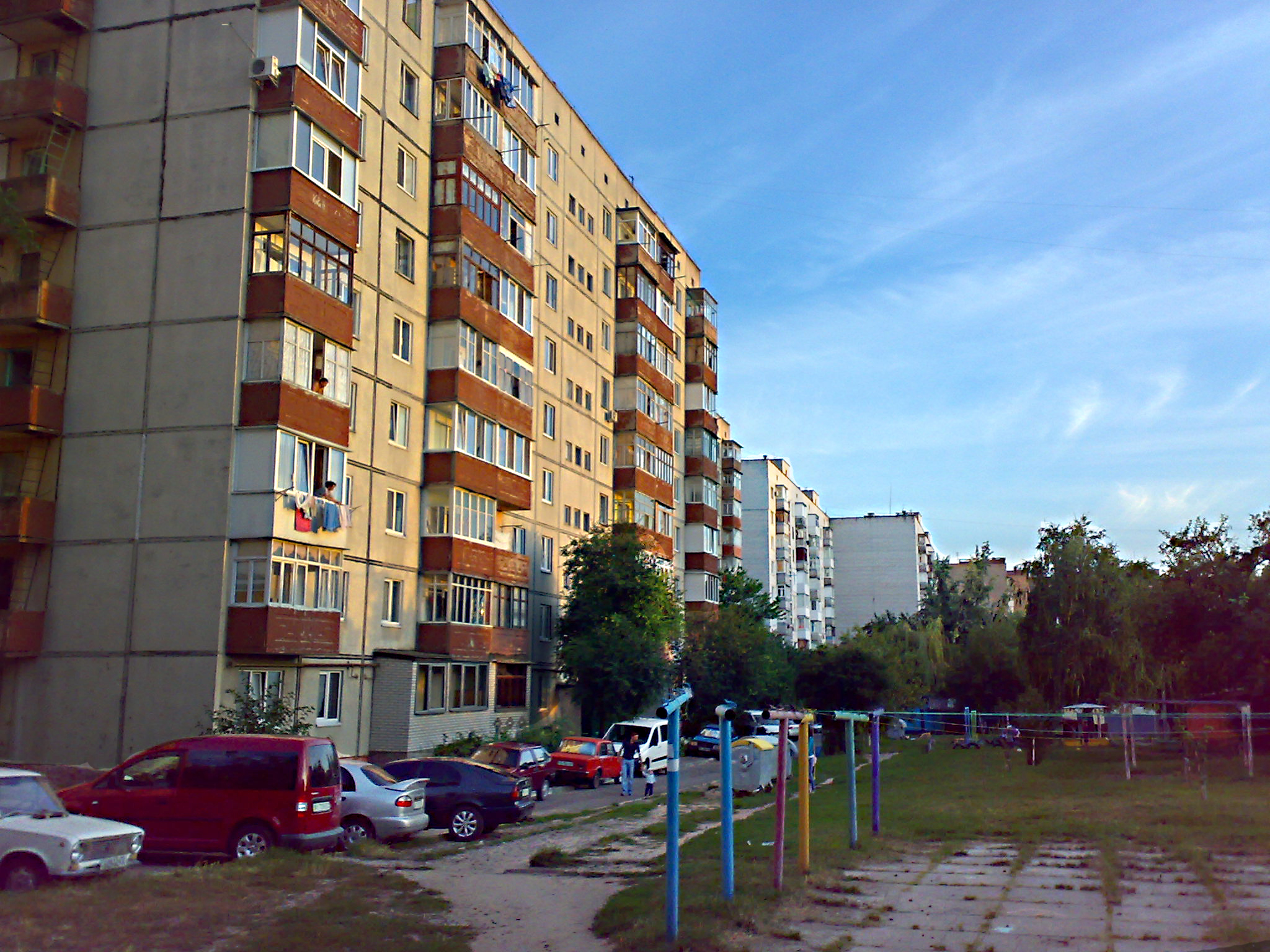

## Історія
До 2016 року вулиця носила ім'я Лазаря Славіна — українського радянського археолога.